# 张宏科
张宏科（1957年9月—），山西人，中华人民共和国电信学家。

## 生平
1988年，获电子科技大学工学硕士学位。1992年，获电子科技大学通信与电子系统专业博士学位；1993年，供职于北方交通大学，后留校任教，担任北京交通大学通信与信息工程系教授。担任北京交通大学电子学院院长、国家973项目首席科学家，获国家技术发明奖二等奖。
2021年，当选中国工程院院士。